# Bible de Jérusalem
La Bible de Jérusalem est une traduction de la Bible en français élaborée sous la direction de l'École biblique et archéologique française de Jérusalem, un établissement français d’enseignement supérieur et de recherche situé à Jérusalem et dirigé par l’ordre dominicain (catholique).

## Éditions
L’École biblique et archéologique française, une institution bien connue de la Ville sainte placée sous la haute autorité de l’ordre des Dominicains, est à l'origine de la Bible de Jérusalem. Fondée en 1890 par le père Marie-Joseph Lagrange à Jérusalem, cette école est le plus ancien centre de recherche biblique et archéologique en Terre sainte. L’étude des Écritures Saintes sur leurs terres d’origine est dès le départ au cœur de la mission de ce centre qui réunit toutes les disciplines pouvant aider à la recherche : Histoire, archéologie, ethnographie, géographie, épigraphie et langues anciennes. Tout est en place pour permettre une nouvelle traduction de la Bible, une vaste entreprise jamais encore réalisée, dénommée Bible de Jérusalem, qui débute au lendemain de la Seconde Guerre mondiale.
À cette époque, l’École biblique et archéologique française décide d’une nouvelle traduction de la Bible, une initiative qui correspond aux intentions du Père Lagrange, mais aussi à l’esprit de l’encyclique Divino afflante Spiritu du pape Pie XII publiée en 1943. Cette dernière encourage largement la traduction et les études historiques et critiques de la Bible à partir des textes hébreux et grecs, plutôt qu'à partir de la Vulgate de saint Jérôme, afin de mieux connaître la vérité des textes inspirés et de les diffuser à un public élargi. L’entreprise est vaste puisque son ambition est de proposer un texte traduit en français moderne à partir des recherches bibliques les plus abouties et récentes. Ce sont plus d’une trentaine de chercheurs et exégètes sous la direction de Thomas-Georges Chifflot et la collaboration de Roland de Vaux qui s’attachent à traduire les Saintes Écritures à partir des textes originaux, en hébreu, en araméen et en grec.
De plus, chaque livre de la Bible fait l’objet d’un travail scientifique en proposant des notes explicatives en bas de page, ainsi que des références aux Écritures dans les marges. Cet effort est doublé d’une intention didactique en retenant pour chaque livre une introduction de fond abordant non seulement le cœur même du texte quant à sa portée théologique, mais en rappelant également les éléments historiques et littéraires relatifs à son établissement. De nombreux exégètes francophones ont également été associés aux chercheurs de l’École biblique notamment en liaison avec les Éditions du Cerf fondées par le dominicain Marie-Vincent Bernadot et gérée par l’ordre dominicain qui en est toujours propriétaire.

### Première édition, 1956

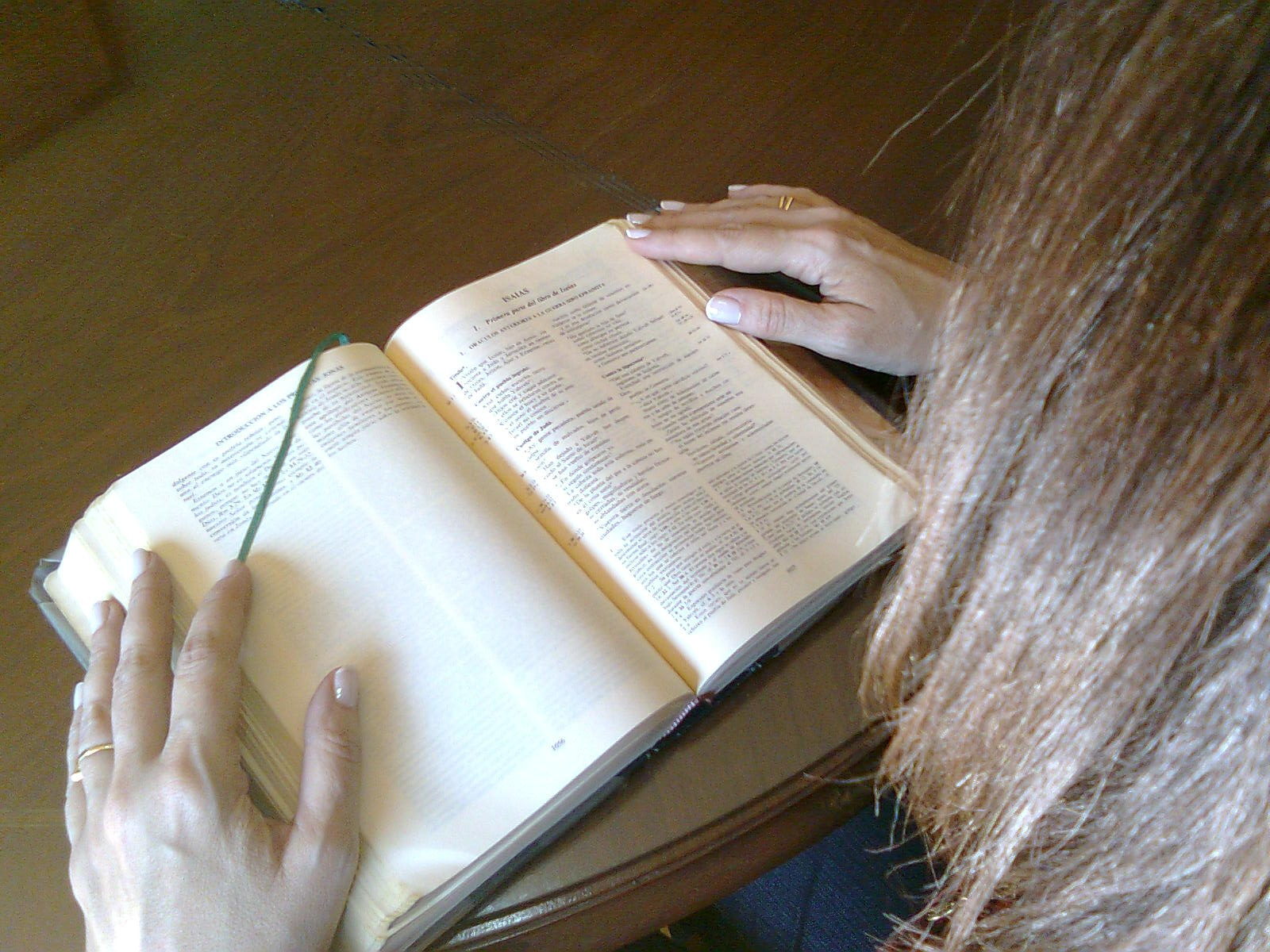
Une laïque lit et médite le début du livre d’Isaïe avec une Bible de Jérusalem.

La publication de la Bible de Jérusalem est d’abord réalisée et présentée en 43 fascicules séparés entre 1945 et 1955. Ce n’est qu’en 1956, soit dix années plus tard, que l’ensemble de ce long travail et les multiples livrets sont proposés en un seul volume désigné et connu sous le nom de La Bible de Jérusalem (son titre originel étant La Sainte Bible). Les traductions ont été revues et les notes condensées et complétées.
Cette nouvelle traduction reçoit un accueil très favorable et connait rapidement un franc succès grâce à sa présentation qui se démarque des traductions précédentes. Ce vaste travail critique de notes, d'introductions et de références scripturaires, qui sont devenues courantes de nos jours, est extrêmement novateur à l’époque et facteur de cette réussite. La Bible de Jérusalem offre une lecture théologique et de foi, tout en mettant en valeur les qualités littéraires et poétiques des Écritures, ces dernières étant même signalées dans le texte. C'est la raison pour laquelle La Bible de Jérusalem est devenue un précieux outil de travail, mais surtout la Bible de référence la plus utilisée par les catholiques, ainsi que pour la liturgie.

### Deuxième édition révisée, 1973

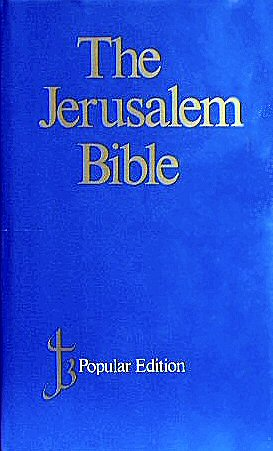
La Bible de Jérusalem en anglais.

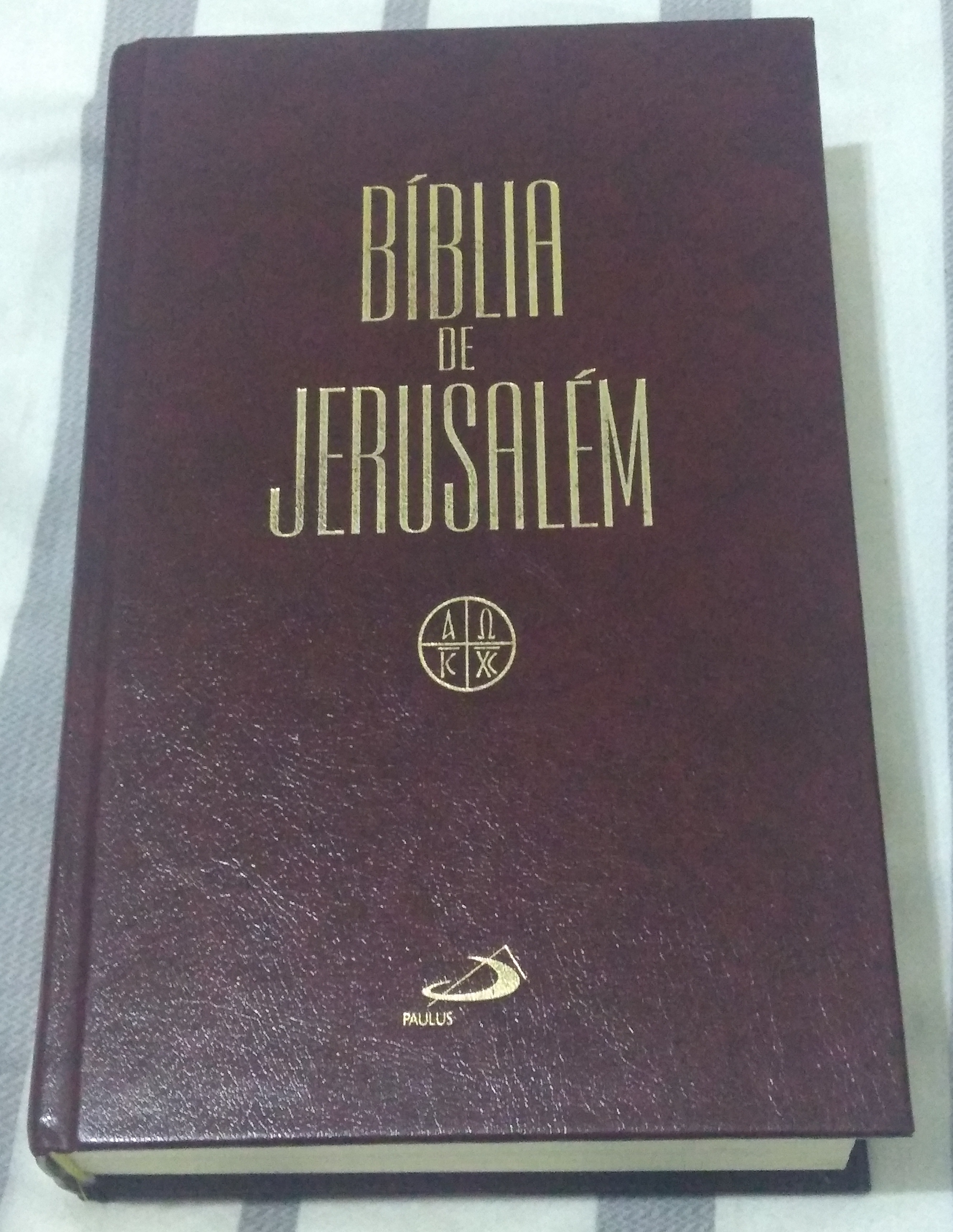
La Bible de Jérusalem en portugais.

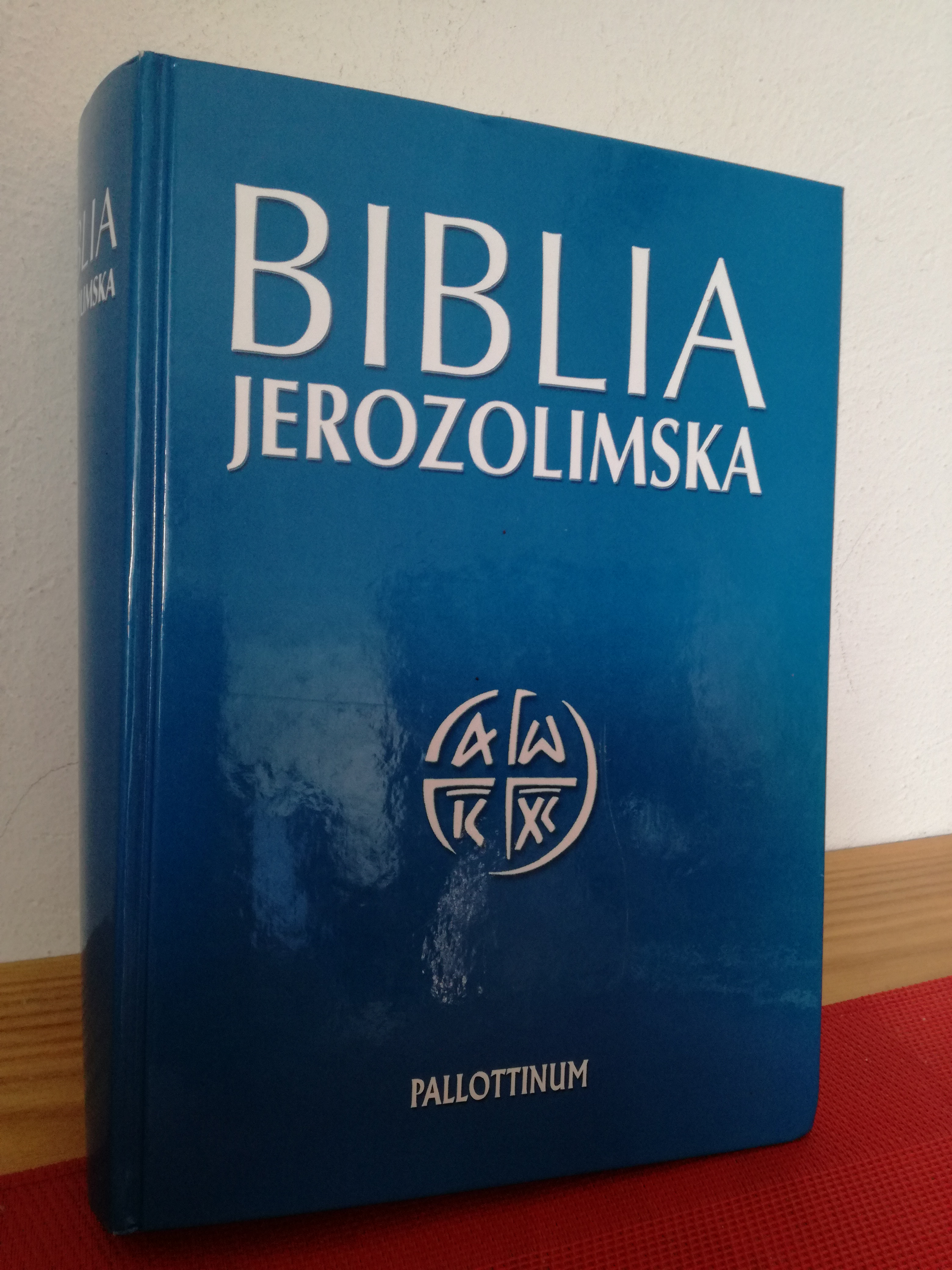
La Bible de Jérusalem en polonais.

Une version révisée de la Bible de Jérusalem est publiée en 1973, tandis qu'une édition illustrée de quelques planches en couleurs et de nombreuses planches en héliogravure est publiée en 1978 en partenariat avec les éditions Zodiaque.

### Troisième édition, 1998
Une dizaine de spécialistes ont mis à jour le texte en 1998. Parmi les changements, l'actualisation du vocabulaire français, un plus grand soin donné à la forme du texte, et la mise à jour des notes explicatives, au regard des dernières recherches bibliques.

## Ordre des livres
La Bible de Jérusalem suit la composition et l'ordonnancement des Bibles catholiques.

### L'Ancien Testament
- Le Pentateuque : Genèse, Exode, Lévitique, Nombres, Deutéronome,
- Les Livres historiques : Livre de Josué, Livre des Juges, Livre de Ruth, Premier livre de Samuel, Deuxième livre de Samuel, Premier livre des Rois, Deuxième livre des Rois, Premier livre des Chroniques, Deuxième livre des Chroniques, Livre d'Esdras, Livre de Néhémie, Livre d'Esther, Livre de Tobit, Livre de Judith, Premier livre des Maccabées, Deuxième livre des Maccabées,
- Les Livres poétiques et sapientiaux : Job, Psaumes, Proverbes, Ecclésiaste, Cantique des Cantiques, Sagesse de Salomon, Ecclésiastique,
- Les Livres prophétiques : Isaïe, Jérémie, Lamentations, Baruch, Ézéchiel, Daniel, Osée, Joël, Amos, Abdias, Jonas, Michée, Nahum, Habacuc, Sophonie, Aggée, Zacharie et Malachie.

### Le Nouveau Testament
- Les quatre Évangiles canoniques : Évangile selon saint Matthieu, Évangile selon saint Marc, Évangile selon saint Luc et Évangile selon saint Jean,
- Les Actes des Apôtres,
- Les 13 Épîtres traditionnellement attribuées à saint Paul,
- L'Épître aux Hébreux, rédigée par un auteur anonyme[n 2],
- Les 7 Épîtres catholiques attribuées à saint Jacques, saint Pierre, saint Jean et saint Jude,
- L’Apocalypse.

## La Bible en ses Traditions
Aujourd'hui, l'École biblique et archéologique française de Jérusalem travaille sur un immense et ambitieux chantier, un nouveau programme de recherche nommé La Bible en ses Traditions (Bible in its Traditions) qui propose, à partir d'une interface en ligne sur Internet présentée sous forme de rouleau, de pouvoir naviguer à travers les traductions traditionnelles des diverses versions de la Bible (hébraïque, grecque, latine, etc.),. Il y a également sur cette interface, un échantillon de ce projet traduit en anglais. La Bible en ses Traditions a pour but d'explorer l'influence du texte dans la culture au fil des siècles (histoire, arts, etc.). Ce nouveau type de bible annotée qui associe l’étude historique des Écritures et la richesse de leurs interprétations au cours des siècles n’entend cependant pas renier l’excellence du travail réalisé que constitue encore aujourd’hui la célèbre Bible de Jérusalem. Selon les notes, plus de poids est accordé à la Septante dans la traduction des écritures bibliques hébraïques, bien que le texte massorétique restera la source principale.

## Traduction de la Bible de Jérusalem en d'autres langues
La Bible de Jérusalem a également été traduite en d’autres langues, notamment en anglais en 1966 sous le titre The Jerusalem Bible. Pour la majorité des livres, la traduction anglaise est une traduction des textes hébreux et grecs. Dans les passages comportant plus d'une interprétation, l'interprétation choisie par les traducteurs français est généralement suivie. Pour un petit nombre de livres de l'Ancien Testament, la première ébauche de la traduction anglaise est réalisée directement à partir de la version française. Par la suite, le rédacteur général de cette version anglaise, le père Alexander Jones, produit une ébauche révisée en faisant une comparaison mot pour mot entre la Bible de Jérusalem en français avec les textes en hébreu ou en araméen.
The Jerusalem Bible est la première traduction anglaise catholique largement acceptée de la Bible depuis la Bible de Douai du XVIIe siècle. Elle est également largement salué pour son niveau d'érudition globalement très élevé, et est largement admiré et parfois utilisé par les protestants libéraux et modérés. La Bible de Jérusalem est l'une des versions autorisées à être utilisées dans les services de l'Église épiscopalienne. J. R. R. Tolkien a traduit le Livre de Jonas pour la Jerusalem Bible,.
En 1985, la traduction anglaise a été entièrement mise à jour. Cette nouvelle traduction – connue sous le nom de New Jerusalem Bible (en) – a été traduite à partir des langues originales et n'est liée à aucune traduction française (sauf indirectement, car elle a conservé bon nombre des choix stylistiques et interprétatifs de la Bible française de Jérusalem).
En 2007, la Catholic Truth Society (en) a publié la CTS New Catholic Bible, consistant en une révision du texte original de The Jerusalem Bible de 1966 afin que son texte corresponde au texte contenu dans les lectionnaires utilisés dans la plupart des pays anglophones, en conformité avec les directives de la Congrégation pour le culte divin et la discipline des sacrements, et de la Commission biblique pontificale. Le nom « Yahvé » a été remplacé par « l'Éternel » (ou « Le Seigneur », The Lord) dans tout l'Ancien Testament, et les Psaumes ont été complètement remplacés par le Grail Psalms (en) (Psautier du Graal) de 1963. Le texte révisé est accompagné de nouvelles introductions et de notes textuelles et liturgiques, complétées selon les besoins par du matériel provenant des notes de la New Jerusalem Bible.
En 2018, les éditeurs Darton, Longman et Todd publient la Nouvelle Bible de Jérusalem révisée. Cette nouvelle version, révisant considérablement les textes de la Jerusalem Bible et de la New Jerusalem Bible, applique une traduction par équivalence formelle pour un rendu plus précis des écritures originales, une sensibilité aux modèles de discours lisibles et un langage plus inclusif. Elle contient de nouvelles notes d'étude et des introductions de livres écrites par Henry Wansbrough (en).

### Traduction dutétragrammeYHWH
The Jerusalem Bible revient à l'utilisation du nom historique Yahweh comme nom de Dieu dans l'Ancien Testament, écrit ainsi à 6 823 endroits dans la traduction en anglais. Si La Bible de Jérusalem (en français) de 1956 avait été suivie littéralement, ce nom aurait été traduit par « l'Éternel ».
Le 29 juin 2008, le cardinal Francis Arinze, préfet de la Congrégation pour le culte divin et la discipline des sacrements, écrit aux présidents de toutes les conférences des évêques à la demande du pape Benoît XVI, déclarant que l'utilisation du nom Yahvé devait être supprimé des Bibles catholiques à usage liturgique (notamment la CTS New Catholic Bible qui utilise le texte de la Bible de Jérusalem), ainsi que des chants et des prières, puisque la prononciation de ce nom va à l'encontre des traditions juive et chrétienne antiques,. La Bible de Jérusalem étant destinée à un usage non-liturgique, elle n'est pas affectée par ce décret qui concerne les traductions liturgiques officielles.